# Schizonycha unicolor
Schizonycha unicolor är en skalbaggsart som beskrevs av Herbst 1790. Schizonycha unicolor ingår i släktet Schizonycha och familjen Melolonthidae. Inga underarter finns listade i Catalogue of Life.